# RRR (映画)
『RRR』（アールアールアール、原題: RRR）は、2022年のインドのテルグ語叙事詩的ミュージカルアクション映画。監督はS・S・ラージャマウリ、脚本はラージャマウリとV・ヴィジャエーンドラ・プラサードが共同で務め、N・T・ラーマ・ラオ・ジュニア、ラーム・チャラン、アジャイ・デーヴガン、アーリヤー・バット、シュリヤ・サラン、サムドラカニ、レイ・スティーヴンソン、アリソン・ドゥーディ、オリヴィア・モリスが出演している。物語は実在の独立運動指導者コムラム・ビームとアッルーリ・シータラーマ・ラージュを主人公としたフィクションであり、2人が歴史上に登場する以前の空白の時代を舞台にし、2人がイギリス領インド帝国に戦いを挑む姿を描いている。
2018年11月からハイデラバードで撮影が始まったが、COVID-19パンデミックによる撮影中断もあり、撮影が終了したのは2021年8月だった。COVID-19パンデミックによる製作遅延や劇場封鎖を経て、2022年3月25日に公開された。批評家からはラージャマウリの演出、主演俳優の演技、映画音楽、アクションシークエンス、カメラワーク、VFX、脚本を高く評価されている。また、製作費55億ルピーに対して興行収入は120億ルピー以上を記録する成功を収め、第69回国家映画賞で健全な娯楽を提供する大衆映画賞を受賞したほか、挿入歌の「ナートゥ・ナートゥ」が第80回ゴールデングローブ賞で主題歌賞、第95回アカデミー賞で歌曲賞を受賞した。
日本では2022年10月21日に公開され、興行収入は10億円を超えて日本で公開されたインド映画の中で最も高い興行収入を記録し、『ムトゥ 踊るマハラジャ』が保持していた記録を塗り替えた。また、第46回日本アカデミー賞では優秀外国作品賞を受賞している。

## ストーリー

### 第一部
1920年のイギリス領インド帝国。圧政を敷くインド総督スコット・バクストンの一行はアーディラーバードの森にあるゴーンド族の村を訪れ、そこで芸術の才能を持つ少女マッリに出会う。マッリの才能を気に入ったキャサリン総督夫人は、強引に彼女を総督府のあるデリーに連れ去ってしまう。後日、ニザーム藩王国の特使アヴァダニが総督府を訪れ、マッリをゴーンド族に引き渡すように勧める。対応したスコットの側近エドワードが一蹴すると、アヴァダニは「引き渡さなければ、彼らの守護者がイギリス人に災いをもたらす」と忠告する。同じころ、マッリが連れ去られたことを知った部族の守護者ビームは、彼女を取り戻すため仲間（ジャング、ペッダイヤ、ラッチュ）を連れてデリーに向かい、ムスリムの「アクタル」に扮して行方を捜していた。
デリー近郊の警察署では、逮捕した独立運動家の釈放を求めるデモ隊が押しかけていた。警察官のラーマは単身デモ隊の中に飛び込み首謀者を逮捕する功績を上げたが、イギリス人署長は彼の功績を認めず、昇進させようとしなかった。そんな中、総督府ではビームの対策が協議され、ラーマが担当捜査官に名乗りを挙げる。ラーマは警察官の叔父ヴェンカテシュワルルと共にデリー市内の独立運動家の集会に潜入し、ビームの仲間ラッチュを発見する。
ラーマは独立運動家を装いラッチュに近付くが、途中で正体が露見して逃げられてしまう。ラッチュを見失ったラーマは列車事故の現場に遭遇し、その場に居合わせたビームと協力して事故に巻き込まれた少年を助け出し、互いの正体を知らぬまま交流を重ねていく。やがて2人は親友となり、ラーマはスコットの姪ジェニーに想いを寄せるビームを手助けする。ジェニーと親しくなったビームは総督公邸に招待され、そこでマッリと再会し、必ず助け出すことを約束して総督公邸を後にする。一方、ラーマはラッチュを拘束して尋問するが、隙を突かれて腕をマルオアマガサに噛まれてしまう。ラッチュから「英国人でも解毒できない」と告げられ、彼を解放した後にその場を立ち去る。
ビームは仲間と共に総督公邸に乗り込む準備を進めるが、そこに満身創痍のラーマが現れる。彼はラーマを解毒して介抱するが、ラーマはラッチュと同じ装飾を身に着けたビームに疑念を抱く。そんな中、ビームは自分の正体を明かし、マッリを助け出すために総督公邸に乗り込むことを告げ、ラーマを残して総督公邸に向かう。その夜、総督公邸ではスコットのナイト叙任を祝うパーティーが催されていたが、そこにビームが野生動物を満載したトラックで乗り込んできたため、会場はパニック状態になる。ビームはマッリを捜すが、そこにラーマが駆け付け、自分の正体が警察官であることを明かし、格闘の末にラーマはビームを逮捕する。

### 第二部
ラーマはビームを逮捕した功績を認められて武器庫の管理権限を持つ特別捜査官に昇進するが、親友を裏切ったことや過去を思い出して罪悪感に苛まれていた。
ラーマの父ヴェンカタは警察官だったが、スコットの圧政に耐えかねて脱走し、独立運動家として村人たちに戦闘訓練を施していた。ある日、イギリス軍が村を襲撃し、ヴェンカタとラーマは村人たちを逃がすために戦いを挑むが、その中でラーマの母サロージニと弟チンマが殺され、ヴェンカタも重傷を負わされる。ヴェンカタはイギリス軍に投降し、自身が隠し持っていた爆弾をラーマに狙撃させ、イギリス軍を巻き込んで爆死する。数年後、成長したラーマは警察官となり、独立闘争に必要な武器を手に入れるため、父の指示で警察官になっていた叔父ヴェンカテシュワルルと行動を共にして警察組織での出世を目指していた。
逮捕されたビームは、見せしめのためスコット夫妻や民衆の前でラーマの手によって鞭打ちの刑に処せられるが、ビームは屈することなく民衆を鼓舞し続け、彼に触発された民衆が暴動を起こしたため刑の執行が中止される。その姿を見たラーマは、自分の行動が間違っていたことを知り、ビームを助け出そうと決意する。ラーマはスコットを説得し、ビームをデリー郊外に連れ出し、マッリの目前で処刑することを認めさせ、その途中で彼を逃がそうとする。しかし、マッリの救出には成功したものの、スコットに銃撃されたラーマは重傷を負い、事情を知らないビームに殴られてしまう。ビームはマッリを連れて逃走し、ラーマは2人を逃がすためにイギリス兵の追跡を妨害する。
数か月後、ハトラスに潜伏していたビームたちは警察の捜査網にかかり発見されそうになるが、居合わせたラーマの婚約者シータの機転で難を逃れる。彼女はラーマの行方を捜すため同地を訪れており、ビームに対して、ラーマが反英闘争のために活動していたこと、反逆罪で処刑されようとしていることを伝える。ラーマの本当の目的を知ったビームは自身の行動を恥じ、ラーマの救出を決意する。
ビームはジェニーの協力を得て、ラーマが収監されたバラックを突き止める。バラックに潜入したビームはラーマの救出に成功して森の中に逃げ込むが、スコットに命じられたエドワードが特殊部隊を率いて追跡を始める。ラーマは森の中にあるラーマ神の祠にあった長弓を手にしてビームと共に反撃し、特殊部隊は全滅してエドワードも戦死する。2人はそのまま総督府に向かい、火をつけたバイクを突入させ、武器庫に突入したバイクは爆発し、弾薬が誘爆したことで総督府は崩壊する。キャサリンたちは崩壊に巻き込まれて命を落とし、追い詰められたスコットはビームに射殺される。スコットを倒した2人は総督府の武器を持ち出してデリーを後にしてシータ、ジェニーと合流する。ラーマは、「お礼に、君の願いを叶えさせて欲しい」とビームに語りかけ、ビームは「読み書きを教えて欲しい」と返答する。その後、マッリは村に戻り母ロキと再会し、ラーマは故郷の人々に武器を送り届ける。

## キャスト
※括弧内は日本語吹替
- コムラム・ビーム - N・T・ラーマ・ラオ・ジュニア（杉田智和[10]）
- A・ラーマ・ラージュ - ラーム・チャラン（日野聡[10]）
  - 幼少期のラーマ - ヴァルン・ブッダデーヴ（田所あずさ[10]）
- ヴェンカタ・ラーマ・ラージュ - アジャイ・デーヴガン（早川毅）
- シータ - アーリヤー・バット（久保ユリカ[10]）
  - 幼少期のシータ - スパンダン・チャトゥルヴェーディー（英語版）
- サロージニ - シュリヤ・サラン
- ヴェンカテシュワルル - サムドラカニ（中村和正）
- スコット・バクストン総督 - レイ・スティーヴンソン（野島昭生[10]）
- キャサリン・バクストン総督夫人 - アリソン・ドゥーディ（今泉葉子[11]）
- ジェニファー（ジェニー） - オリヴィア・モリス（内田真礼[10]）
- ジャング - チャトラパティ・シェーカル（英語版）
- ペッダイヤ - マカランド・デシュパンデ（峰晃弘[12]）
- ヴェンカット・アヴァダニ - ラージーヴ・カナカラ（英語版）
- ラッチュ - ラーフル・ラーマクリシュナ（英語版）（竜門睦月）
- エドワード - エドワード・ソネンブリック（峰晃弘[12]）
- ロキ - アーマリーン・アンジュム（上絛千尋[13]）
- マッリ - トウィンクル・シャルマー（田所あずさ[10]）
- チンナ - チャクリー
- ジェイク - エドゥアルド・ブハク（峰晃弘[12]）
- 「Etthara Jenda」シーン登場 - S・S・ラージャマウリ（特別出演）

## 製作

### 企画
2017年10月にS・S・ラージャマウリはバラエティ誌の取材の中で、『バーフバリ 王の凱旋』の後にD・V・V・ダナイヤとK・L・ナーラーヤナとの間に2本の映画企画が控えていると発言している。彼によると、「社会派ドラマ映画」と宣伝されていたダナイヤーの企画を先に進め、その後にマヘーシュ・バーブ主演のナーラーヤナの企画に取り掛かる予定になっているという。同年11月にラージャマウリは自身のSNSアカウントにN・T・ラーマ・ラオ・ジュニアとラーム・チャランの3人で写った写真を投稿し、次回作に2人が出演することを示唆した。
2018年3月に企画が正式発表され、仮タイトルはラージャマウリ(Rajamouli)、ラーム・チャラン(Ram Charan)、ラーマ・ラオ・ジュニア(Rama Rao)のイニシャルから「RRR」と名付けられた。後に「大規模な映画には全言語共通で理解できるタイトルが必要」と考えたラージャマウリの判断により、「RRR」が正式なタイトルとして採用された。ラージャマウリの父V・ヴィジャエーンドラ・プラサードが原案を書き、それを基にラージャマウリが6か月間かけて脚本を執筆している。同年9月にサーイ・マーダヴ・ブッラがテルグ語の台詞執筆のため起用され、この他に各言語の台詞執筆のためにマダン・カールキ（タミル語）、ヴァラダラージ・チッカバラプーラ（カンナダ語）、マンコムドゥ・ゴーパーラクリシュナン（マラヤーラム語）、リヤー・ムカルジー（ヒンディー語）が起用された。主要スタッフには過去のラージャマウリ監督作品に参加経験のある人物を中心にM・M・キーラヴァーニ（音楽監督）、K・K・センティル・クマール（撮影監督）、A・シュリーカル・プラサード（編集技師）、サーブ・シリル（プロダクションデザイナー）、V・スリニヴァス・モハン（視覚効果スーパーバイザー）、ラーマ・ラージャマウリ（衣装デザイナー）が起用された。スタント監督にはニック・パウエルが起用され、クライマックスのアクションシークエンスを担当した。撮影に先立ち、ラーマ・ラオ・ジュニアとラーム・チャランは11月中旬から特別ワークショップに参加し、役作りのための肉体トレーニングを行っている。
『RRR』の主人公アッルーリ・シータラーマ・ラージュとコムラム・ビームは、それぞれイギリス領インド帝国とニザームに対する抵抗運動を指揮した実在の革命指導者で、ラーム・チャランがラージュ役、ラーマ・ラオ・ジュニアがビーム役を演じている。ただし、物語自体は抵抗運動を始める前の2人を題材にしたフィクションであり、1920年代のデリーを舞台にしている。ラージャマウリは以下のように、2人の生涯の中には一致する事柄があったと語っている。
アッルーリ・シータラーマ・ラージュとコムラム・ビームの伝記を読んだ時、2人の物語が似ていることに気付きとても興奮しました。2人は生涯出会うことがなかった。もし出会っていたら?互いに影響を与えていたら?『RRR』は、そういった映画です。完全なフィクションです。映画には非常に大きなスケールが詰まっています。私たちは多くのことを調べました。衣装や言語、生活様式など。そのため、これだけの長い時間がかかってしまったのです。—S・S・ラージャマウリ
2019年3月にラージャマウリは『モーターサイクル・ダイアリーズ』から物語のコアになる部分を取り入れたことを明かしており、「"チェ"というキャラクターが"ゲバラ"という革命家に姿を変えるのと同じように、私の主人公も同じような展開を経るように構成しています」と語っている。また、2021年12月にチェンナイで取材に応じたラージャマウリは「『イングロリアス・バスターズ』は私の作品、特に『RRR』に大きな影響を与えた作品の一つです。この映画でヒトラーが死んだ時、私は大きなショックを受けたのと同時に大きな驚きを与えられたのです」と語っている。

### キャスティング
2019年3月にキャスティングが確定した。主要キャストのアジャイ・デーヴガンとアーリヤー・バットは『RRR』でテルグ語映画デビューを果たし、アーリヤーはラージュの許嫁シータ役、デーヴガンはカメオ出演となった。また、タミル俳優のサムドラカニは重要な役を演じることが明かされた。ビームのパートナー役にはイギリス人女優のデイジー・エドガー＝ジョーンズが起用されたが、彼女は同年4月に「個人的な理由」で降板した。このため、同年11月にオリヴィア・モリスが新たに起用され、同時にスコット・バクストン総督役には『マイティ・ソー』への出演で知られるレイ・スティーヴンソン、スコット夫人役には『インディ・ジョーンズ/最後の聖戦』への出演で知られるアリソン・ドゥーディが起用された。また、子役としてチャクリー、ヴァルン・ブッダデーヴ、スパンダン・チャトゥルヴェーディーが出演している。
ラーマ・ラオ・ジュニアはDeadline Hollywoodの取材の中で、キャラクターを形作るために広範囲にわたるリサーチを行ったと語っている。彼はキャラクターを演じるために必要な体型を整えるため、18か月間にわたる肉体トレーニングプログラムに参加した。2019年3月にハンズ・インディアが、「デーヴガンは映画後半のフラッシュバックシーンに登場する」と報じている。また、デーヴガンのパートナー役としてキールティ・スレーシュやプリヤーマニが出演交渉中と報じられていたが、2020年6月にシュリヤ・サランの起用が決定した。この他にラーフル・ラーマクリシュナ、チャトラパティ・シェーカル、ラージーヴ・カナカラが出演している。また、エドワード・ソネンブリックは『マニカルニカ ジャーンシーの女王』の撮影中に、同作の脚本家だったV・ヴィジャエーンドラ・プラサードに誘われ、総督府の行政官エドワード役に起用された。
2020年6月にスシャント・シン・ラージプートが自殺したことをきっかけに、インドで縁故主義に対する批判の声が高まり、映画一家出身のアーリヤー・バットに対する中傷がインターネット上で多発した。一部では『RRR』から降板させるように求める声が挙がり、「プリヤンカー・チョープラーが代役に起用された」という報道も流れたが、アーリヤーは報道を否定し、同年12月には彼女が撮影に参加する姿が報じられた。彼女は出演に際し、役作りのためにテルグ語を学んでいる。

### 美術
プロダクションデザイナーはサーブ・シリルが務めている。美術チームは第1スケジュールの準備のため、ハイデラバードのアルミニウム工場にアクションシークエンス用の撮影セットを建設した。また、キャストやスタッフのためにマンドゥヴァ・ロギリも建設している。完成したアルミニウム工場の撮影セットで第1スケジュールの撮影が行われた。2020年6月に1億8000万ルピーの費用を投じてガンディペットを再現した撮影セットを建設したことが報じられ、同地ではCOVID-19パンデミックに伴う都市封鎖の解除後に撮影を行う予定になっていた。ラモジ・フィルムシティには20世紀のデリーを再現した撮影セットが建設され、50日間（夜間撮影含む）かけて大規模なアクションシーンの撮影が行われた。また、ラーム・チャランとアーリヤー・バットが出演するナンバー・シークエンス用の大規模な撮影セットも建設された他、アンナプルナ・スタジオにもナンバー・シーン用の撮影セットが建設されている。

### 撮影
2018年11月11日にプージャーを兼ねた製作開始イベントが開催された。イベントにはテルグ語映画界の著名人が多数招待され、『バーフバリシリーズ』に出演したプラバースとラーナー・ダッグバーティ、ラーム・チャランの父チランジーヴィも出席している。同月19日からハイデラバードのアルミニウム工場に建設された撮影セットで主要撮影が始まった。『RRR』の撮影では、インド映画として初めてアリ・アレクサとアリ・シグネチャー・プライム・レンズが使用され、12月6日に第1スケジュールの撮影が終了した。K・K・センティル・クマールはアメリカン・シネマトグラファーからの取材に対して、「極端なカラーパレットや非現実的なカメラワークといった、あからさまな撮影様式を避けて、より古典的な映画的アプローチを心掛けることにした」と語っている。撮影チームは年内の撮影を終了して休暇に入り、2019年1月21日からラモジ・フィルムシティで第2スケジュールの撮影を開始した。2019年2月には1000人のアーティストを動員したアクションシーンの撮影が行われ、3月にはヴァドーダラーで10日間かけて撮影が行われた。いくつかのシーンは、グジャラート州シッドゥプールで撮影されている。この他にプネーでの撮影が予定されていたが、ラーム・チャランが撮影中に負傷したため中断された。また、ラーマ・ラオ・ジュニアも撮影中に軽傷を負ったこともあり、休息をとるため撮影が一時中断された。映画冒頭にラーム・チャランが群衆を相手に格闘するシーンは32日間かけて撮影された。
ラーマ・ラオ・ジュニアとラーム・チャランの回復後、2人は2000人のジュニア・アーティストを動員したアクションシーンの撮影に参加し、このシーンだけで4億5000万ルピーの費用が投じられた。また、2人の初登場シーンの撮影には4億ルピー（ラーム・チャランに1億5000万ルピー、ラーマ・ラオ・ジュニアに2億5000万ルピー）かかっており、インドの小規模映画の製作費に相当する費用が投じられた。2019年8月に第2スケジュールの撮影のためにブルガリアに向かい、同国でラーマ・ラオ・ジュニアが登場する重要シーンが撮影された。同年10月に入り、ラージャマウリがロンドンのロイヤル・アルバート・ホールで開催される『バーフバリ 伝説誕生』の上映会に出席するため撮影を離れ、これに伴い撮影は一時中断した。
2019年11月から再びラモジ・フィルムシティで撮影が始まり、ラーマ・ラオ・ジュニアとラーム・チャランが参加した。『RRR』の公式SNSアカウントは11月時点で全体の70%の撮影が終了したと発表している。同年12月にラーマ・ラオ・ジュニアがパデル＝アラク渓谷間にあるモダコンダンマ寺院の森で5日間の撮影に参加し、2020年1月にはラーム・チャランがヴィカラバードの森で1週間の夜間撮影に参加した。同月21日からはデーヴガンが撮影に参加した。しかし、同年3月にCOVID-19パンデミックの影響で撮影が中断された。その後、アーンドラ・プラデーシュ州とテランガーナ州の両州政府から6月からの撮影再開の許可が降り、撮影チームは試験的に2日間の撮影を予定していたものの、ハイデラバードで感染者が激増したため再び撮影が中断された。その後、都市封鎖が緩和された10月初旬から撮影が再開され、同時にラージャマウリは映画のプロモーション・ティーザー「Ramaraju for Bheem」の撮影も行った。撮影に際しては感染対策として、撮影チームはマダプールのホテルに滞在し、部外者との接触を禁止された。
2020年10月下旬に夜間撮影が行われ、撮影時の写真が公式SNSアカウントから「#RRRDiaries」のタグが付けられて公開された。同年11月末には、50日間かけて行われたアクションシーンの撮影が終了し、その後はマハーバレーシュワルで短期間撮影が行われた。撮影はラモジ・フィルムシティでさらに続き、12月にはハイデラバードでアーリヤー・バットが出演する重要シーンの撮影が行われた。2021年1月からクライマックスシーンの撮影が始まり、アクション監督のニック・パウエルが戦闘シークエンスの振り付けを担当した。同年3月にはラーム・チャランとアーリヤー・バットのナンバー・シーンが撮影された。その後、COVID-19パンデミックの第2波の影響で撮影が中断されたものの、同年6月には撮影が再開した。同月にはラーマ・ラオ・ジュニアとラーム・チャランが2か国語の吹替作業を終了させたこと、映画の台詞があるシーンの撮影が終了し、残りは2曲のナンバー・シーンの撮影のみであることが明かされた。同年8月からウクライナで最終スケジュールの撮影が始まり、キーウで「ナートゥ・ナートゥ」のシーンが撮影された。いくつかの撮影を除き、同月26日には撮影が終了した。2022年3月のニュース18の報道によると、『RRR』には少なくとも3000人の技術スタッフが参加し、9人の共同監督が関わっていたという。撮影日数は300日を超え、このうちアクションシーンの撮影には75日間費やされ、インド国外から40人の格闘家が撮影に参加している。また、参加スタッフのうち少なくとも2500人がロンドンから起用され、撮影はハイデラバードを中心に行われた他にデリーでも行われ、重要シーンの撮影ではオランダ、ブルガリア、ウクライナなどで海外ロケが行われた。
『RRR』は2019年から製作が始まり、当初は35億ルピーから40億ルピーの製作費が用意された。しかし、COVID-19パンデミックの影響で製作に遅れが生じたことで15億ルピーの予算超過が発生し、最終的にかかった製作費は55億ルピーとなっている。これは、2022年時点でインド映画史上最高額の製作費を記録している。なお、2022年3月に製作会社がアーンドラ・プラデーシュ州政府に提出したチケット料金の値上げ申請書によると、物品サービス税と監督・主要キャストの報酬を除いた製作費は33億6000万ルピーだった。

### ポストプロダクション
映画製作の終了と同時にポストプロダクションが始まった。2020年4月からラーマ・ラオ・ジュニアとラーム・チャランが、それぞれの自宅で吹替作業を始めた。2人をフィーチャーしたティーザー映像では、お互いの出演する映像でナレーションを担当している。2人の吹替作業は2021年6月に終了したことがプロデューサーから発表された。8月26日に撮影が終了したことを受けてポストプロダクションが始まったが、ポストプロダクションにかけた期間は他の映画と比較して短期間だった。これは、製作期間が3年に及んでいたことで製作費超過が発生していたこと、今後の日程、COVID-19パンデミックの影響による撮影の延期などが理由に挙げられる。10月下旬までに全ての吹替作業が終了し、ラーマ・ラオ・ジュニアとラーム・チャランはそれぞれ4か国語（テルグ語、タミル語、ヒンディー語、カンナダ語）の吹替作業を行った。
視覚効果はV・スリニヴァス・モハンがスーパーバイザーを務め、フレームストアとムービング・ピクチャー・カンパニーが作業を担当した。この他にアルザラVFX、アジャイ・デーヴガン・Fフィルムズ、リデファイン、ナック・スタジオ、マクタVFX、デジタル・ドメイン、リズム&ヒューズ・スタジオ、Method Studios、ロデオFX、テクニカラーVFX、レジェンド3D、サード・フロア、クリア・エンジェル・スタジオ、ハロン・エンターテインメント、4DMax、シネサイトなどが一部の視覚効果作業を担当している。モハンは取材の中でプリビジュアライゼーション、LIDAR、ライト・ステージを取り入れたことについて語っている。視覚効果作業は6か月間かけて行われ、最終作業はカラーリストのB・V・R・シヴァクマールが担当し、アンナプルナ・スタジオ内にあるANRサウンド&ヴィジョンで作業が行われた。
2021年11月下旬までにファイナル・カットが完成し、同月中に中央映画認証委員会に提出された。12月9日にU/A（12歳未満の児童が鑑賞する際には保護者の指導が必要とされる）認証され、上映時間は187分に決定した。しかし、同月24日に製作側の自発的な判断で本編の一部のシーンとエンドクレジットをカットしたため、最終的な上映時間は182分になった。

### 音楽
映画音楽とサウンドトラックの作曲は、M・M・キーラヴァーニが手掛けている。音楽の権利はラハリ・ミュージックとT-Seriesが2億5000万ルピーで購入し、南インド映画のアルバムとしては記録的な購入額となった。南インドの言語版はラハリ・ミュージック、ヒンディー語版はT-Seriesが販売を担当している。
サウンドトラックは、キーラヴァーニが作曲した7曲（「Dosti」「ナートゥ・ナートゥ」「Janani」「Komuram Bheemudo」「Raamam Raaghavam」「Etthara Jenda」「Komma Uyyala」）で構成され、作詞はシリヴェンネラ・シータラーマ・サストリー、チャンドラボース、M・M・キーラヴァーニ、スッダーラー・アショーク・テージャ、K・シヴァ・ダッタ、ラーマジョーガイヤー・サストリーが手掛けている。

## 作品のテーマ
ラージャマウリによると、『RRR』のテーマは「2人のスーパーヒーローの空想上の友情」となっている。また、彼の故郷でアーンドラ・プラデーシュ州再編法が制定されたことも製作に大きな影響を与えたことを認めており、バラエティ誌の取材の中で「コムラム・ビームはテランガーナ地方の出身、アッルーリ・シータラーマ・ラージュはアーンドラ地方の出身です。だから、2人のヒーローが一緒に行動することで、私たちは一つの存在であり、別々になるべきではないということを伝えられると思ったのです」と語っている。Countercurrents.orgのT・ナヴィンは「子供を助けることで育まれるラームとビーム（アクタル）の友情は、まさに人類愛そのものである。この映画では宗教や地域のこだわりを超えた人々が、イギリスに対する共通の戦いに挑む姿が描かれており、宗教間の愛や苦闘する人々の仲間意識を構築し、社会的一体性という考えを推し進めている」と指摘している。また、インドや欧米の一部の観客はラーマとビームの関係性をクィア的なものと捉え、SNS上で2人を同性愛カップルと主張する姿が散見された。これに対し、「欧米人はインドの文化や男性同士の友情について間違えた解釈をしている」として批判的・同性愛嫌悪的な反論が相次いだ。ファーストポストに寄稿したプラティーシュ・パラスラーマンは2人の関係について、「従来の異性間恋愛の全ての要素」が詰まっていると指摘している。
『RRR』の物語はヒンドゥー神話の2大叙事詩『ラーマーヤナ』『マハーバーラタ』の影響を受けている。主人公アッルーリ・シータラーマ・ラージュとコムラム・ビームは実在の人物だが、同時に神話に登場する神々がモデルになっている。ラーマ・ラージュは『ラーマーヤナ』のラーマ、ビームは『マハーバーラタ』のビーマに相当するが、映画のラーマ・ラージュとビームのように神話の中でラーマとビーマが出会ったことはない。『ラーマーヤナ』のメインテーマとなるシーターが連れ去られる物語は、『RRR』ではラーマ・ラージュがイギリスに捕らえられるという形で取り入れられ、ビームはハヌマーンの役割を務め、ラーマ・ラージュの許嫁シータのメッセージを受け取り、彼を救い出している。
インディアン・エクスプレスのマノージュ・クマールは、『RRR』は他のラージャマウリ監督作品と異なり「差別主義、異なるコミュニティの中にある自由を求める戦いの歴史の共有、異教徒間の兄弟愛の必要性」などの世俗的な題材を取り入れていると指摘している。2022年4月に刊行されたザ・タイムズ・オブ・インディアの紙面では、『RRR』に代表される汎インド映画が暴力を助長しているという論調を掲載した。この指摘に対して、V・ヴィジャエーンドラ・プラサードは「『RRR』はストーリーと舞台となる時代に合わせたアクションを提供しているのであって、暴力を見せているわけではない」と反論している。
オペン誌のカヴェリー・バンザイはビームの総督公邸襲撃のシーンについて、「虎から牡鹿まで、あらゆる動物が暴れ回り、敵に襲いかかる。これはメタファーであり、声明である。地球の兵器化のメタファーであり、気候変動の伏線、そして人類が獣を利用したことを謝罪する声明である」と批評した。また、ラーマ・ラージュとビームがインドの自由のために異なる方法で挑む姿を強調した重層的なストーリーについて、インド独立75周年を迎える今こそ取り上げるに相応しいテーマであると指摘している。また、「イギリスとの戦いは、実際の自由を求める闘争と同じように重層的であることが示されている。実際、ビームは映画の大半をムスリムの整備士アクタルに扮して活動し、デリーの家族に匿われている。この映画には、現在のボリウッドで製作される映画に見られる体制への迎合は感じられない」と批評している。
Polygonのケイティ・ライフは「裏切り、忠誠心、そしてレガシーが映画の主要なテーマになっている」と指摘し、「『RRR』は音楽もロマンスも少なく、大半がヴィジュアルスペクタクル、信じられないようなアクション、愛国心に割かれている。ビームとラージュの関係は、1980年代のジョン・ウー監督作品に見られるマッチョ・ブロマンスを思い起こさせ、そこから2人のスーパーヒーローへの変貌を遂げるのである」と批評している。MensXPはラージャマウリを賞賛する記事の中で、『RRR』はヒロイズムを強調したことが、映画の成功の重要な要素になったと指摘している。

## プロモーション

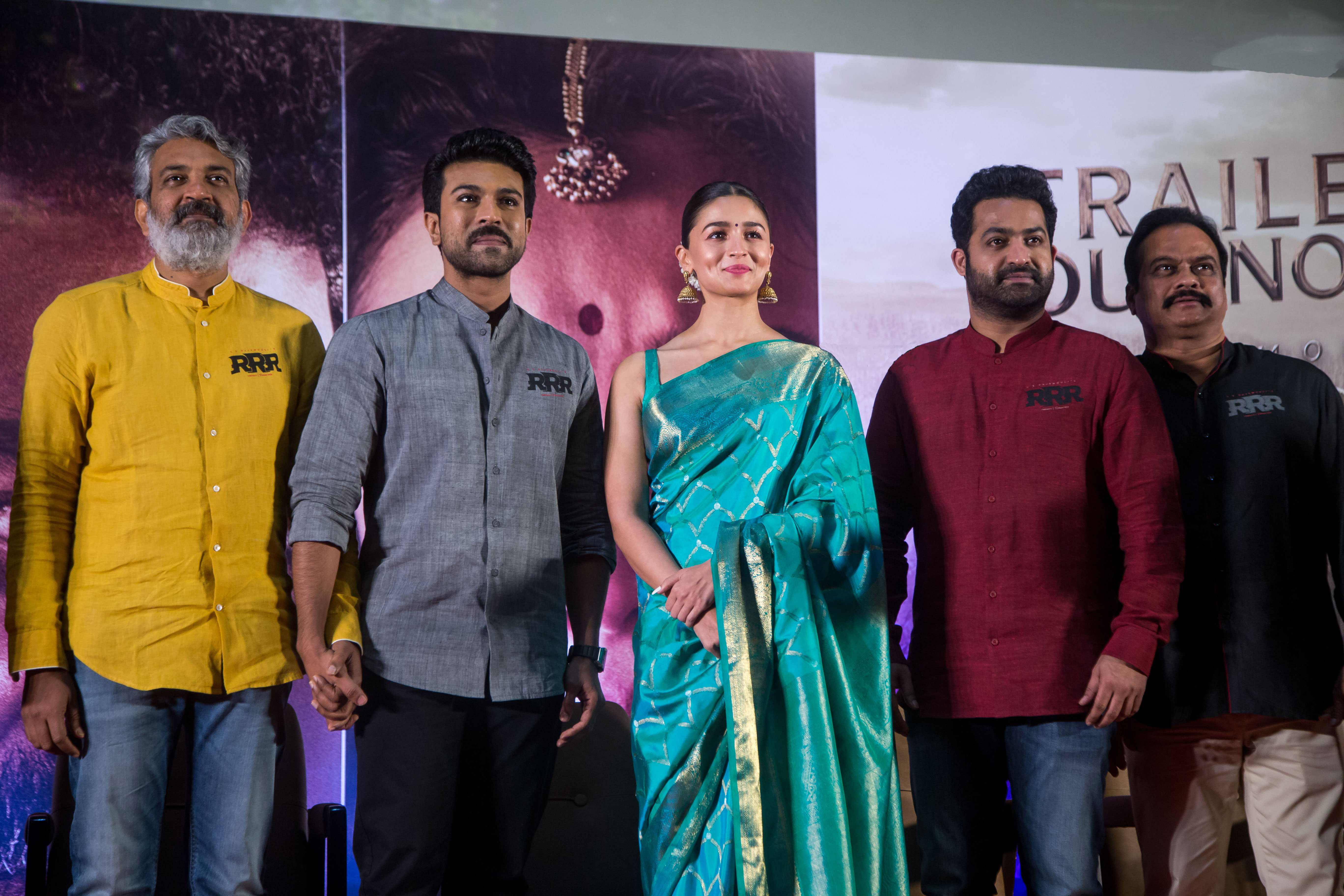
チェンナイでプロモーション活動を行うS・S・ラージャマウリ、ラーム・チャラン、アーリヤー・バット、N・T・ラーマ・ラオ・ジュニア

映画製作者たちはファンに対し、『RRR』のタイトルを各言語に訳したネーミング・コンテストに参加するように呼びかけた。2020年3月25日に各言語版の訳が発表され、テルグ語版が「Raudraṁ Raṇaṁ Rudhiraṁ」、タミル語版が「Rattam Raṇam Rauttiram」、カンナダ語版が「Raudra Raṇa Rudhira」、マラヤーラム語版が「Rudhiram Raṇam Raudhram」、ヒンディー語版が「Rise Roar Revolt」である。
映画の発表に合わせ、公式ソーシャルメディア・アカウントが作られた。このアカウントはCOVID-19パンデミック第2波が押し寄せた際に、テルグ語圏の緊急サービスや安全に関する情報を発信する「COVID-19ヘルプライン」として活用された。2021年8月にはラーマ・ラオ・ジュニアが公式Instagramアカウントを運用することが発表された。同年10月にはPVRシネマズが映画の公開までの間、運営する850以上の劇場の名称を「PVRRR」に改称することを発表し、同月にラージャマウリとPVRシネマズが「PVRRR」のロゴマークを発表している。同年11月に「ナートゥ・ナートゥ」がリリースされ、プレム・ラクシータが振り付けてラーマ・ラオ・ジュニアとラーム・チャランが踊ったフックステップが話題を集め、「ナートゥ・ナートゥ」のフックステップを真似て踊る姿をSNSに投稿する人が続出した。
2020年10月22日にコムラム・ビーム生誕119周年に合わせた予告編「Ramaraju for Bheem」が公開されたが、ビームのキャラクター描写を巡り批判の声が挙がった。予告編でビームがムスリム男性の衣装を着ていたことに対し、アーディラーバードの部族コミュニティや少数のネットユーザーが、アーディヴァーシーであるゴーンド族の指導者ビームをムスリムのように描写した点を批判した。同年11月にはドゥバック選挙区の補欠選挙中にインド人民党テランガーナ州支部の支部長バンディ・サンジャイ・クマールがラージャマウリを批判し、「ヒンドゥー教徒の感情を害するようなことがあれば、党員たちが劇場や彼の財産に危害を加えるだろう」と警告した。その後、2021年7月にフィルム・コンパニオンのアヌパマ・チョープラーからの取材に応じたV・ヴィジャエーンドラ・プラサードは、「ビームはニザームに追われているのです。そして、ニザーム警察から逃れようとしているのです。そんな彼にとって、最適なカモフラージュとは何でしょうか?答えは簡単です。彼は見つからないようにムスリムの青年のフリをしていたのです」と語っている。
当初、オフィシャルトレーラーの公開は2021年12月3日を予定していたが、数日延期されて同月8日にテルグ語を含む5言語版のトレーラーが公開された。また、公開に際してムンバイ（ヒンディー語版）、チェンナイ（タミル語版、マラヤーラム語版）、ベンガルール（カンナダ語版）、ハイデラバード（テルグ語版）で公開記念イベントが開催された。予告編についてザ・タイムズ・オブ・インディアは「鳥肌ものだ」、ザ・ヒンドゥーは「S・S・ラージャマウリは時代を超えたもう一つの叙事詩を約束してくれた」、ヒンドゥスタン・タイムズは「壮大な劇場体験」とそれぞれ批評した。また、デカン・ヘラルドのロキティン・ラージパールは、映画には普遍的なストーリーが含まれていると指摘し、1957年の叙事詩的映画『幻想市場』と比較して「完璧なマルチスター」と批評している。
2021年12月9日にムンバイのフィルムシティ近郊のグルクル・グラウンドで、ヒンディー語版のプロモーションとしてプレリリース・イベントが開催された。このイベントはカラン・ジョーハルが主催し、サルマーン・カーンが主賓として招待した。イベントのテレビ放送権はジー・ネットワークが取得し、同月31日にジーTV、ジー・シネマ、ジー・シネマルで放送され、翌日からはYouTubeでも公開された。同月27日にはタミル語版のプロモーションとしてチェンナイ・トレードセンターでプレリリース・イベントが開催され、ウダヤニディ・スターリンとシヴァカールティケーヤンが主賓として招待された。同月29日にはマラヤーラム語版プロモーションとしてティルヴァナンタプラムでプレリリース・イベントが開催され、トヴィノ・トーマスが主賓として招待された。その後、映画の公開時期やプロモーション活動が延期され、さらにCOVID-19パンデミックの影響で公開が再延期されたため、プロモーションにおいて1億8000万ルピーから2億ルピー程度の損失を出している。
2022年1月下旬に最終的な公開日が発表された後にマーケティングやプロモーション活動が再開し、3月14日に「Etthara Jenda」（テルグ語版）のミュージックビデオが公開された。このミュージックビデオはラーマ・ラオ・ジュニア、ラーム・チャラン、アーリヤー・バットがインド各地の英雄たちを賞賛する構成になっている。また、プロモーション活動のためにYouTuberのブーヴァン・バームが2021年後半から起用され、同年3月には彼がラージャマウリ、ラーマ・ラオ・ジュニア、ラーム・チャランにインタビューした動画がYouTubeチャンネルで公開された。
2022年3月18日から23日まで6日間かけて、9都市でプロモーションツアーが開催された。初日はドバイ国際博覧会期間中のドバイで開催され、ラージャマウリ、ラーマ・ラオ・ジュニア、ラーム・チャランたちはドバイ・エキシビションセンターのインド・パビリオンで開催されたイベントに出席した。翌日はベンガルールで記者会見を行い、その後はアガラガーキーで開催されたテルグ語版、マラヤーラム語版のプレリリース・イベントに出席した。このイベントはカルナータカ州の配給を担当するKVNプロダクションが主催し、主賓としてカルナータカ州首相のバサヴァラージ・ボンマイ、州厚生大臣のK・スダカル、俳優のシヴァ・ラージクマールが招待され、スーマー・カナカーラとアヌシュリーが司会を務めた。その後はヴァドーダラーとデリーに移動し、プロモーションのため製作チームが統一の像を訪れた。同日にはヒンディー語版の配給を担当するジャヤンティラール・ガダがニューデリーのインペリアル・ホテルでキャスト・スタッフがメディアやファンと交流するイベントを開催し、アーミル・カーンが主賓として招待された。5日目はコルカタとヴァーラーナシーに移動し、コルカタではハウラー橋で地元メディアの取材に応じるプロモーション活動を行い、ヴァーラーナシーではガンジス川でガンガー・アールティの儀式を行った。

## 公開

### 劇場上映

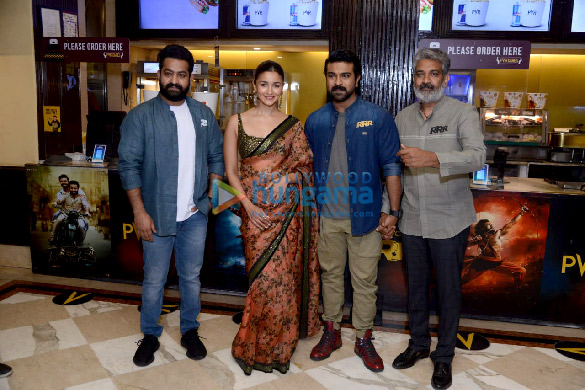
ニューデリーのPVRシネマズでプロモーション活動を行うN・T・ラーマ・ラオ・ジュニア、アーリヤー・バット、ラーム・チャラン、S・S・ラージャマウリ

2022年3月25日の全国公開に先立ち、前日24日にインド・アメリカ合衆国で特別プレミア上映が予定されていた。当初の予定では2020年7月30日に公開予定となっていたが、同年2月に入り、公開日がマカール・サンクランティの1週間前の2021年1月8日に変更された。しかし、COVID-19パンデミックによる都市封鎖によって製作に遅れが生じたため公開が延期され、ラージャマウリは「新たな公開日は撮影終了後に決定する」とコメントした。その後、共和国記念日の前日（2021年1月24日）に公開日が同年10月13日であることが発表されたが、COVID-19パンデミックの第2波の影響で世界中で劇場封鎖が発生したことを受け、再び公開が延期された。
2021年10月上旬に新たな公開日が2022年1月7日であることが発表されたが、公開1週間の時点でオミクロン株によるCOVID-19感染者数が増加していたことから、公開が無期限延期となった。2022年1月に入り、パンデミックの状況推移を想定して2022年3月18日、同年4月28日がそれぞれ暫定的な公開日に設定された。その後、最終的な公開日が2022年3月25日に決定した。『RRR』はテルグ語版、吹替版（ヒンディー語、タミル語、マラヤーラム語、カンナダ語、その他のインド各言語、英語などの外国語）の2D、3D、IMAX方式で上映された他、インド映画で初めてドルビーシネマ方式で上映された。
2022年1月、「『RRR』がアッルーリ・シータラーマ・ラージュとコムラム・ビームの歴史を冒涜している」として公開中止を求める公益訴訟がハイデラバード高等裁判所に対して提出された。3月に入り、高裁は「映画は2人の名誉を傷付けるものではない」として訴えを却下している。
2021年にチケット料金の値下げが行われたことに対して政界・映画業界から反発の声が挙がっていたことを受け、アーンドラ・プラデーシュ州首相のY・S・ジャガン・モハン・レッディは2022年3月中旬に州内のチケット料金の値上げを発表した。州映画大臣のペルニ・ヴェンカタラーマイヤによると、製作サイドからの申請を受けて3月25日の公開開始から10日間の間のチケット料金を75ルピー値上げすることを許可したという。
『RRR』はジャンムー・カシミール連邦直轄領でも上映された。同地域ではジャンムー・カシミール州時代の1990年代から連邦直轄領移行後の2022年9月までの間、テロや暴動の頻発による治安悪化のため映画館が封鎖されていたが、同年10月に解禁され、本作が連邦直轄領となってから上映される初の映画となった。
日本では、2022年10月21日に公開された。この際、長尺の映画で、かつ本国では存在した（上映中にテロップも表示されていた）インターミッションが日本では設けられなかったことから、一部の劇場ではあらかじめ断り書きを掲示する事態となった。このことについて、配給元であるツインはねとらぼの取材に対し、自社が配給した映画でインターミッションが存在する場合でも、実際に休憩を入れたことは一度もなかったと回答している。なお、日本でも一部の劇場ではインターミッション付きの上映を開始したところもある。2023年7月28日からは日本語吹替版が公開される。2024年3月18日には東京・新宿の新宿ピカデリーと新宿バルト9にて発声ありの上映を行い、監督のS・S・ラージャマウリも来日登壇する予定。

### イベント上映
2022年6月1日には、アメリカの100以上の劇場で「#encoRRRe」と題した上映イベントが開催された。このイベントは、配給会社サリガマ・フィルムズとラフター・クリエイションズと共同で、ヴァリアンス・フィルムズとポテンテート・フィルムズが主催したものだった。Deadline Hollywoodの取材に応じたヴァリアンス・フィルムズのディラン・マルケッティは、「インドでは年間250本以上の映画が生まれるが、その中でも『RRR』はゲートウェイドラッグになるかも知れません」と語っている。また、ナッシュヴィル・シークエンスのジェイソン・シャウハンは、「『RRR』の全国規模のアンコールは、アメリカの観客が両手を広げてエキサイティングで手堅いエンターテインメントを求めたことで実現し、狭量な従来のメディアが反応する間もなく成功を収めていたのです」と語っている。
イギリスでも、プリンス・チャールズ・シネマで2022年7月3日、5日、29日、8月8日に再上映することが決定した。9月30日にはアメリカン・シネマテークがヴァリアンス・フィルムズ、ポテンテート・フィルムズ、インディアン・フィルム・フェスティバル・ロサンゼルスと共同で、グローマンズ・チャイニーズ・シアターで開催する第10回ビヨンド・フェスティバルのプログラム「From Tollywood to Hollywood: The Spectacle & Majesty of S.S. Rajamouli」の一環として上映された。11月には第53回インド国際映画祭の「インド・パノラマ部門」で上映される。

### スクリーン数
2021年11月のザ・タイムズ・オブ・インディアの報道によると、『RRR』の公開規模は「インド映画史上最大規模」となる1万スクリーン超えになるという。インドでは2300スクリーン以上で公開され、このうちテルグ語版は1000スクリーン以上、ヒンディー語版は793スクリーン以上、タミル語版は291スクリーン以上、カンナダ語版は66スクリーン、マラヤーラム語版は62スクリーンで公開されたと推測されている。イギリスでは国内最大の映画館BFI IMAXなど1000スクリーン以上で公開された。アメリカ合衆国では1150か所（3000劇場と1000シネマコンプレックス）で公開され、同国におけるインド映画公開環境としては記録的な規模となった。日本では44都道府県（209スクリーン、31IMAXスクリーン）で公開され、同国におけるインド映画公開環境としては歴代最大規模となる。
映画は3D及びドルビーシネマ形式での公開が予定され、インドでは21以上のIMAXスクリーン、海外では100以上のIMAX劇場での公開が計画されている。アメリカの配給を担当したサリガマ・シネマズは、シネマーク・シアターズでのデジタル・シネマ・パッケージ形式の上映を計画していた。

### 配給
『RRR』はプレリリースの段階で40億ルピーの収益を上げていたが、契約改定によりプレリリースの収益は89億ルピーに修正され、インド映画史上最高額のプレリリース収益となった。報道によると、アーンドラ・プラデーシュ州及びテランガーナ州の配給権は16億5000万ルピーを下回る金額だった。2021年2月にタミル・ナードゥ州の配給権はライカー・プロダクションズが4億8000万ルピーで取得し、同年3月にはペン・スタジオが北インドの配給権及び全言語版のデジタル配信権、衛星放送権を取得している。ケーララ州の配給権はタミーンズ・フィルムズが取得し、子会社のHRピクチャーズが配給を担当している。同社の社長シブ・タミーンズは1億5000万ルピーで配給権を取得した。カルナータカ州の配給権はKVNエンターテインメントが4億5000万ルピーで取得し、アラブ諸国の配給権はパルズ・フィルムズが7億ルピーで取得している。イギリス・アイルランドの配給権はドリームズ・エンターテインメントが取得し、アフリカ全域の配給権はシュレイヤス・メディア・グループ傘下のグッド・シネマ・グループが取得している。

### ホームメディア
2021年5月にペン・スタジオはデジタル配信権について、テルグ語版・タミル語版・マラヤーラム語版・カンナダ語版をZEE5、ヒンディー語版・英語版・ポルトガル語版・韓国語版・トルコ語版・スペイン語版をNetflixが取得したことを発表した。また、衛星放送権についてはヒンディー語版をジー・ネットワーク、テルグ語版・タミル語版・マラヤーラム語版・カンナダ語版をスター・インディア・ネットワークが取得している。報道によると、デジタル配信権と衛星放送権を合わせた契約金額は32億5000万ルピーとされている。2022年5月20日からZEE5がテルグ語版・タミル語版・マラヤーラム語版・カンナダ語版の配信を開始し、同時にNetflixがヒンディー語版の配信を開始した。また、7月26日からDisney+ Hotstarがテルグ語版・タミル語版・マラヤーラム語版・カンナダ語版の配信を開始している。
2022年8月14日にテルグ語版がスター・マーでテレビ初放送され、放送視聴率調査評議会によると個人の延べ視聴率は歴代11位となる19.62%だった。同日にはアジアネットでマラヤーラム語版が放送され、個人の延べ視聴率は13.70%を記録し、マラヤーラム語放送圏で最も視聴された作品の一つとなった。また、テルグ語映画のマラヤーラム語吹替版としては『バーフバリ 王の凱旋』に次ぐ歴代2位の視聴率を記録している。同月13日にヒンディー語版がイギリスのジー・シネマ・UKで放送され、翌14日からはインドのジー・シネマで放送された。カンナダ語版は同月21日にスター・スヴァルナで放送され、9月11日にはジー・テルグでヒンディー語版が放送された。
日本ではWOWOWにてテレビ放送することが2023年8月に発表され、同年9月30日に字幕版、同年10月1日に吹替版をそれぞれ放送した。

## 評価

### 興行収入
最終興行収入は120億ルピーを記録している。これはインド映画歴代興行成績第3位、インドで公開された映画の歴代興行成績第2位、テルグ語映画歴代興行成績第2位の記録であり、アーンドラ・プラデーシュ州とテランガーナ州では『バーフバリ 王の凱旋』を抜いて歴代興行成績第1位となった。この記録は、3週間後に『K.G.F: CHAPTER 2』の公開が始まるまで維持した。2022年5月28日時点で、ニュース18テルグは『RRR』の興行収入が115億ルピー（内訳はアーンドラ・プラデーシュ州とテランガーナ州の合計が41億5000万ルピー、カルナータカ州が8億3400万ルピー、タミル・ナードゥ州が7億7250万ルピー、ケーララ州が2億4250万ルピー、ヒンディー語圏が32億6000万ルピー、その他の州が1億8200万ルピー、海外市場が20億9000万ルピー）を記録したと報じた。また、損益分岐点が45億1000万ルピーに対して配給会社は61億3060万ルピー、劇場所有者は16億60万ルピーの利益を得たとも報じている。
『RRR』公開初日の興行収入はタラン・アダルシュによると22億3000万ルピー、ザ・タイムズ・オブ・インディアによると24億ルピーであり、同紙は「インド映画の歴代公開初日興行成績の新記録を更新した」と報じている。公開2日後の累計興行収入は37億ルピーとなっている。オープニング週末の興行収入は45億ルピーから48億5000万ルピーの間であり、『バーフバリ 王の凱旋』に次ぐ歴代オープニング週末興行成績第2位にランクインした。また、2022年3月25日-27日の全世界興行成績第1位にもランクインしている。スクリーン・オーストラリアの報告では公開週に243万オーストラリア・ドルの収益を上げており、オーストラリア放送協会は「インド映画・非英語映画として、オーストラリアで大ヒットスタートを飾った」と報じた。インド国内におけるヒンディー語版のオープニング週末の興行収入は7億4500万ルピーを記録し、COVID-19パンデミック後のヒンディー語映画市場では『スーリヤヴァンシー』に迫る興行成績となった。
公開第1週の累計興行収入は71億ルピーを記録し、このうち28億ルピーはアーンドラ・プラデーシュ州とテランガーナ州からの収益だった。公開10日目には累計興行収入90億ルピーを記録し、同時に損益分岐点を超えたことで『RRR』は黒字化した。また、アーンドラ・プラデーシュ州とテランガーナ州では公開10日間で30億ルピーの興行収入を記録して『バーフバリ 王の凱旋』の記録を更新し、同時に旧ニザーム藩王国領（テランガーナ州）において配給会社が10億ルピーの利益を確保した最初の映画となった。公開13日目にはヒンディー語版が興行収入20億ルピーを超え、ヒンディー語吹替版映画として『バーフバリ 王の凱旋』に次ぐ興行成績を記録した。
公開16日目には累計興行収入が100億ルピーを超え、『ダンガル きっと、つよくなる』『バーフバリ 王の凱旋』に次ぐインド映画歴代興行成績第3位にランクインした。この間、アーンドラ・プラデーシュ州とテランガーナ州では累計興行収入38億2000万ルピーを記録している。一方、アメリカでは興行収入1300万ドルを記録し、『バーフバリ 王の凱旋』に次ぐ歴代興行成績第2位にランクインした。オーストラリアでは興行収入336万オーストラリア・ドルを記録し、同国において最も収益を上げたインド映画となった。2022年4月22日までに中東で430万ドル、ヨーロッパ（イギリス含む）で230万ドルの興行収入を記録している。また、ハイデラバードのスダルシャン35mm劇場では5000万ルピーの興行収入を記録し、単館劇場におけるテルグ語映画の興行成績としては過去最高額を記録した。ロサンゼルス・タイムズは2022年5月中旬時点で、アメリカで累計興行収入が1450万ドルを超えたと報じ、これにより同国における年間興行成績第31位にランクインした。イギリスではオープニング週末興行成績第2位を記録し、最終興行収入は65万204ポンドを記録している。アメリカでは2022年国内興行成績第69位、イギリスでも2022年国内興行成績第86位にそれぞれランクインした。
2022年4月上旬のガルフ・ニュースの報道によると、中東では公開10日間で430万ドルの興行収入を記録し、このうちアラブ首長国連邦が256万8000ドル、カタールが50万ドル、クウェートが37万8468ドル、サウジアラビアが29万118ドルで、観客動員数は23万676人を記録しているという。9月30日にグローマンズ・チャイニーズ・シアターで再上映された際には2万1000ドルの収益を上げている。日本では公開1週間で7300万円の興行収入を記録しており、公開3週目に週末興行成績第9位にランクインし、公開20日目には興行収入が2億円を超えている。公開55日目には興行収入4億1000万円を超え、日本で上映されたインド映画の中で最も高い興行収入を記録している。2023年1月4日時点の日本の興行収入は4億8807万8640円、観客動員数32万3211人となり、2月19日時点の興行収入は10億1885万7310円、観客動員数は64万4044人を記録している。5月7日時点で興行収入19億5505万8230円、観客動員数124万8264人を記録している。

### 批評
『RRR』はインド・欧米の批評家から好意的な評価を得ており、ラージャマウリの脚本と演出、大げさなアクションシークエンス、キャラクター描写、主要キャストの演技、ミュージカル・ナンバーが絶賛されている。Rotten Tomatoesには67件の批評が寄せられ支持率93%、平均評価8.2/10となっており、批評家の一致した見解は「酔いしれるほど夢中にさせてくれる『RRR』は、187分という時間を最大限に活かすために全力を尽くしている」となっている。この他にMetacriticでは15件の批評に基づき83/100のスコアを与えている。2022年6月にRotten Tomatoesの「3時間以上の映画ベスト100」で第86位にランクインし、インド映画としては『ラガーン』（第12位）、『血の抗争』（第66位）と共に選出されている。また、同月にはUSAトゥデイの「2022年上半期ベスト映画」で第1位にランクインしている。

#### インド

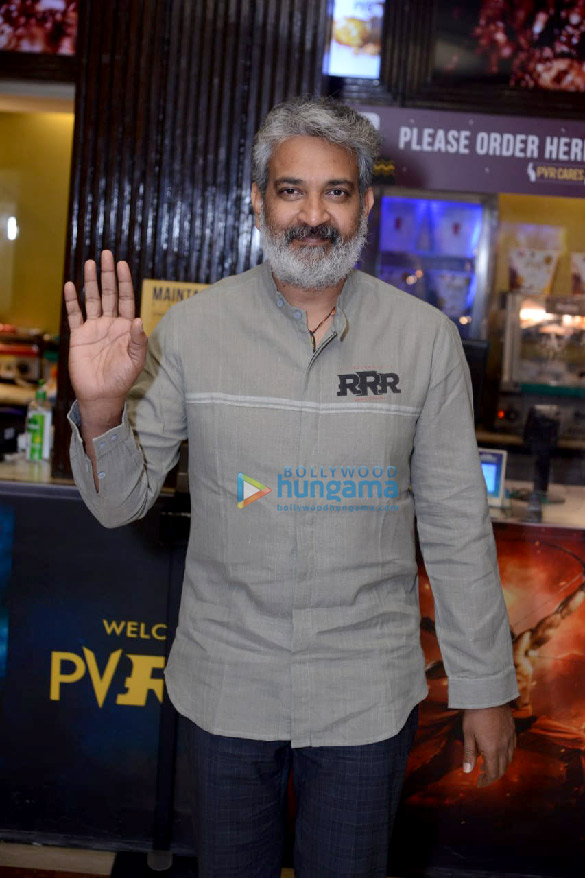
S・S・ラージャマウリ

ボリウッド・ハンガマのタラン・アダルシュは4/5の星を与え、「マラソンタイムのような長時間にも関わらず、観客を飽きさせない。脚本は見事に練り上げられ、紆余曲折ある展開は心を鷲掴みにし、同時に素晴らしいアクションシーンもあり、ハラハラドキドキさせられることは疑いないだろう」と批評している。デカン・ヘラルドのロキティン・ラージパールも4/5の星を与え、「アクション満載のクライマックスは、素晴らしいストーリーテリングの証しである映像が語るように、観客が求めるものがそこに描かれている」と批評している。ザ・タイムズ・オブ・インディアのニーシタ・ニャヤパーティーは3.5/5の星を与え、「『RRR』は（ラージャマウリが最善を尽くしたにも関わらず）完璧な作品とは言えません。それは、あるシーンを完璧に描いたなら、他のシーンではもっと良い仕事ができたのではないかと思ってしまうからです。ですが、もし素晴らしいアクション満載のドラマを恋しく思っているのなら、この週末は『RRR』を観るべきでしょう」と批評している。
ピンクヴィッラのヒメーシュ・マンカドは3.5/5の星を与え、「『RRR』にはインド映画史上最高のアクションシークエンスがあり、同時に想像を絶するインターバル・ブロックと大喝采のフィナーレが待っている」と批評している。インディア・トゥデイのジャーナニ・Kは3.5/5の星を与え、「『RRR』は見事な演技と素晴らしい舞台セットで形作られた最高の映画です」と批評している。デカン・クロニクルは3.5/5の星を与え、「『RRR』は、まさに大スクリーンに相応しい素晴らしい映画です」と批評している。ファーストポストのラタ・スリニヴァサンは3.5/5の星を与え、「ラーム・チャランとラーマ・ラオ・ジュニアのプライベートでの友情と親交はスクリーン上にも反映され、赤の他人から戦友への有機的な変化が見事に描かれている」と批評している。ニュース・ミニッツのソームヤ・ラージェンドランは3.5/5の星を与え、「『RRR』は劇場に人々を呼び戻すような映像的ご褒美だ」と批評している。レーレンのバーラティ・プラダーンは3.5/5の星を与え、「SSR（ラージャマウリ）は彼の冒険を巧みな振り付け、映像、演技を取り込んだアクションシークエンスというバイキング料理で救い出し、一時的な退屈を忘却の彼方に追いやってしまうほどの歓声を挙げさせる」と批評している。
インディアン・エクスプレスのシューブラ・グプタは3.5/5の星を与え、「この映画のスーパースターは一人ではなく、ラーマ・ラオ・ジュニアとラーム・チャランを筆頭に何人ものスーパースターが出演している。その中でも最大のスーパースターはS・S・ラージャマウリであり、観客は彼に対して大きなターリス（拍手）を送っている」と批評している。アウトルック・インディアのプラティーク・スールは3.5/5の星を与え、「この映画の壮大な表現こそ、まさに必見の価値がある」と批評している。ザ・クイントのストゥティー・ゴーシュは3/5の星を与え、「『RRR』の一部はバカバカしく（Ridiculous）、還元主義的（Reductive）だが、魅惑的（Ravishing）であることは間違いなく、観て楽しむ価値がある」と批評している。ザ・ウィークのラーフル・デーヴラパッリは3/5の星を与え、「視覚的に見事なアクションシークエンス、シンクロしたダンスの映像が際立っている」と批評している。
ニューデリー・テレビジョンのサイバル・チャテルジーは2/5の星を与え、「この映画は、息つく暇もないほど2人の主人公が絶え間なく愛と憧れを語っているにも関わらず、彼らに人間性を一切付与していないため、とても空虚に感じてしまう」と批評している。Rediff.comのスカンニャー・ヴァルマーも2/5の星を与え、「3時間という驚異的な上映時間の中身は大量の血・鼓動・涙・救済・犠牲・ナショナリズムで満たされている。感情が高まることはあっても、そこには何も感じるものはないだろう」と批評している。

#### 海外
Deadline Hollywoodのステファニー・バンバリーは『RRR』を「『ベン・ハー』よりも巨大な作品」と表現し、「『RRR』は次から次へとアクションが盛り上がっていき、退屈も疲れも感じることはない」と批評している。Polygonのケイティ・ライフは、「『RRR』は動的なカメラワーク、活気ある群衆シークエンス、作り込まれたセットデザイン、ハイコストなCGI、派手な音響に満たされた忙しい映画だ」と批評している。IndieWireのシッダーント・アドラーカは、ラージャマウリの手腕やキーラヴァーニの音楽、主演俳優の演技を高く評価し、「『RRR』は『バーフバリシリーズ』を超えた」と絶賛している。
オースティン・クロニクルのジョシュ・ウルタードは『RRR』を「ブロマンティック・アクション・ニルヴァーナ」と表現し、ラージャマウリが「愛国的ファンタジーを大きなアクション、大きな感情、大きな笑いというファンが求める信じられないような面白い現実に変化させた」と批評している。バラエティ誌のジョー・レイドンは「人生よりも大きく、主流映画よりも大胆なアクション・アドベンチャー叙事詩」と批評している。ニューヨーク・タイムズのニコラス・ラポルドは、「ラージャマウリは幻覚を見たかのような情熱をもってアクションシーンを撮影し、きらめくようなスローモーションとCGIで映画を盛り上げた。それは"生み出された"というよりも、まさに"解き放たれた"と言うべきものだった」と批評した。スクリーン・インターナショナルのターラー・ジュダーは「『RRR』はビッグで大胆、そして仰々しく、まさに最高のビッグスクリーン・エンターテインメント作品だ」と批評している。ローリング・ストーンに寄稿したデイヴィッド・フィアーは「2022年の映画の中で最高の、そして最も革命的な作品」と批評し、さらに「"ナートゥ・ナートゥ"のダンスシークエンスは、まるでジーン・ケリーのダンス・ナンバーを超人レベルにまで引き上げたように感じられる」と絶賛している。
ピッツバーグ・シティ・ペーパーのハンナ・キニー＝コブレは『RRR』を「男たちのロック映画」と表現し、アメリカ映画と比較して「アメリカのブロックバスター映画が楽しさから目を背けているとすれば、ラージャマウリの『RRR』は最初から最後まで楽しさ以外の何物も存在しない。アメリカの映画システムが天文学的な予算を有効活用できない映画しか生み出せないのなら、どうして他の場所を探そうとしないのか。その答えとして、『RRR』は良い見本となるだろう」と批評している。ザ・ニューヨーカーのリチャード・ブロディは「革命的な美徳と共同目的に対する映画の力強い感覚によって民族的な誇りが生み出され、何者にも縛られない喜びをもって踊り、歌われるのだ」と批評している。ナッシュヴィル・シークエンスのジェイソン・ショウハンは「『RRR』は歴史的叙事詩、政治ドラマ、アクション・スペクタクル、ブロマンティック・テレノベラであることに加えて、独自の視点で歴史との繋がりを持った映画である。それは、この映画がトリウッドが欧米の財布の中身を狙ったものではないことを示している」と批評した。アトランティック誌のデイヴィッド・シムズは、「『RRR』は、現代のアクションがどれほど定型化しているのかを思い知らせてくれる。もし、大スクリーンで常に驚きを見出すことができるのならば、ハリウッドは最高のライバルから学ぶべきものが数多くあると言えるだろう」と批評している。脚本家のC・ロバート・カーギルは、「最もクレイジーで、最も誠実で、最も奇妙なブロックバスター映画」と表現している。
グローブ・アンド・メールのアパリタ・バンダリは映画の演出やアクションシークエンスを称賛する一方、イギリス人の将校や行政官がカリカチュアライズされたキャラクターばかりで物語に深みを与える存在になっていない点や、キャラクター描写や社会的・歴史的背景が希薄である点を批判している。さらに、「インド映画を代表する女優のアーリヤー・バットがラーマ・ラージュの婚約者役で出演しているにも関わらず、女性キャラクターが活躍する場所がほとんど用意されていない」と指摘している。コライダーのチェイス・ハッチンソンは「『トップガン マーヴェリック』のようなブロックバスター映画を子供騙しのように感じさせ、『ジュラシック・ワールド/新たなる支配者』を一捻りにしてしまう無慈悲な映画。S・S・ラージャマウリのアクション・ミュージカル叙事詩『RRR』こそ、映画が目指すべきものだ」と批評している。デトロイト・ニュースのアダム・グラハムは、「この映画の中心に存在する溢れるほどのブロマンスは、ラーマ・ラージュとビームがゲイのスーパーヒーローとして、水面下から湧き上がる恋心を描写していると信じる人々から絶賛されている」と批評している。スクリーン・ラントに批評記事を載せたマーク・ドナルドソンは、「『RRR』は植民地支配における差別と抑圧を描いていることから、自国の悩ましい植民地支配の歴史を自問する欧米の観客にとって観賞必須の映画になっている」と批評している。
ハアレツはラージャマウリの脚本とヴィジョンを高く評価しており、『RRR』をハリウッド映画と比較して「まさにエンターテインメント映画だ」と批評している。コミック・ブック・リソーシズは映画を「2022年で最高のブロックバスター映画」と表現し、「インド映画の最大にして最高の作品である『RRR』は、欧米の観客に対して新しい何かを体験する機会を与えてくれる」と批評している。アイリッシュ・タイムズに寄稿したドナルド・クラークは、映画を「誰にも止めることができない今年の文化現象の一つ」と表現している。この他に映画製作者のスコット・デリクソンやジェームズ・ガン、ルッソ兄弟、エドガー・ライトが『RRR』を絶賛している。

#### 歴史家
ゴーンド族研究家のアーカーシュ・ポユムはザ・カラヴァンに寄稿し、コムラム・ビームが「高貴な野蛮人」として描かれ、文明人のラーマ・ラージュから圧制について教えを受けるという描写が歴史的に矛盾していると指摘した。また、ラーマ・ラージュがビームに「Jal, Jangal, Zameen」と書かれた白い旗を手渡すシーンに注目し、「映画がゴーンド族のシンボルを利用・侮辱していることは明らか」と語っている。彼はオーストリアの民俗学者クリストフ・フォン・ヒューラー＝ハイメンドルフがビームを「読み書きのできる理知的な青年」と評したことを挙げ、「Jal, Jangal, Zameen」がビームが考案したスローガンであることを指摘した。また、ビームの名前はゴーンド族の精霊「Bheemal Pen」に由来していることを付け加えた。
ケンブリッジ大学の歴史学名誉教授ロバート・トゥムズはスペクテイター誌に寄稿して歴史的な不正確さ、特にバクストン総督夫妻に代表されるようにイギリス領インド帝国を残忍な圧制者として描写している点を批判している。また、「『RRR』はナレンドラ・モディ政権が扇動し、インドの文化・政治を支配しつつある反動的・暴力的なヒンドゥー・ナショナリズムに迎合している」と指摘した。この批評はソーシャルメディア上で拡散され、多くのインド人ユーザーから「イギリス領インド帝国の残虐行為を無視するものだ」と反論されている。また、シャウニー州立大学の歴史学教授ラヴァニヤ・ヴェンサニは「イギリス人は、彼のノスタルジアが乱され、インド人が真実に目覚めたことを腹立たしく思っているようだ」、脚本家のアニルッダー・グハは「"安直な反帝国主義が流行っている"だってさ。笑えるよ」とそれぞれTwitterアカウントに投稿し、トゥムズの論評を批判している。インディアン・エクスプレスのプージャー・ピラーイも同様に「エンターテインメント映画に歴史的正確性を求めるのは、愚か者のゲームに過ぎない」と批判している。ラージャマウリ自身も公開前に、映画に史実は存在せず、フィクションしか描かれていないと発言している。

### 受賞・ノミネート
『RRR』は、多くの映画賞の幅広い部門で受賞・ノミネートされている。第69回国家映画賞では健全な娯楽を提供する大衆映画賞を含めて6部門受賞し、第68回フィルムフェア賞 南インド映画部門ではテルグ語映画部門作品賞などを含めて9部門受賞している。
海外では第94回ナショナル・ボード・オブ・レビュー賞の年間トップ10作品に選出され、非英語作品として史上2本目のランクインを果たした。第80回ゴールデングローブ賞では「ナートゥ・ナートゥ」がアジア映画・インド映画として初めて主題歌賞を受賞し、第95回アカデミー賞でも歌曲賞を受賞している。日本では第46回日本アカデミー賞で優秀外国作品賞を受賞した。

## 続編構想
ラージャマウリは公開前の時点で、『RRR』の続編製作やフランチャイズ化には関心がないことを明言していた。しかし、V・ヴィジャエーンドラ・プラサードは映画の成功を受けて「メインスタッフたちが続編の可能性を模索し始め、それを実現させることを望んでいる」と発言している。また、ラーマ・ラオ・ジュニアもバラエティ誌の取材に対して、『RRR』の世界がフランチャイズとして継続することを望んでいると語っている。2022年11月14日の報道によると、ラージャマウリはヴィジャエーンドラ・プラサードが続編のストーリー構成の初期段階に取り掛かっていることを認めている。

## 展覧会・舞台化

### 日本
本作品の展覧会が2023年7月から同年8月まで東京都・東武百貨店（池袋本店）、同年9月に大阪府・あべのハルカス近鉄本店 ウイング館にてそれぞれ開催することを同年6月に発表した。
宝塚歌劇団は本作品を星組で舞台化することを2023年7月に発表。「RRR×TAKA”R”AZUKA～√Bheem～」のタイトル名で2024年1月から同年2月まで兵庫県・宝塚大劇場、同月から同年4月まで東京宝塚劇場にて、レビュー「VIOLETOPIA」との2本立てでそれぞれ上演する予定。